# Бордигера
Бордигѐра (на италиански: Bordighera; на лигурски: Burdigèa, Бурдиджеа) е пристанищен град и община в Северна Италия, провинция Империя, регион Лигурия. Разположен е на брега на Лигурско море, на лигурското Западно крайбрежие. Населението на общината е 10 364 души (към 2011 г.).